# ملنیانو
ملنیانو (به ایتالیایی: Melegnano) یک کومونه در ایتالیا است که در استان میلان و منطقه لومباردی واقع شده‌است.
این شهر در ۱۶ کیلومتری جنوب شرقی شهر میلان قرار دارد. 

## خصوصیات
ملنیانو ۴ کیلومترمربع مساحت و ۱۶٬۴۳۶ نفر جمعیت دارد.

## تاریخچه
این شهر محل نبرد مارینیانو بود که به پیروزی در برابر سوییس در سال ۱۵۱۵ منجر شد و همچنین محل نبرد میان فرانسویان و اتریشی ها در جنگ دوم استقلال ایتالیا در سال ۱۸۵۹ بود.

## خواهرخوانده
شهر بیچکه خواهرخواندهٔ ملنیانو هست.